# Honokaa Boy
Pour plus de détails, voir Fiche technique et Distribution.
Honokaa Boy (ホノカアボーイ, Honokaa bōi) est un film japonais réalisé par Atsushi Sanada (ja) et adapté de l'œuvre littéraire du même nom de Leo Yoshida, sorti au Japon en 2009.
L'acteur japonais Masaki Okada obtient son premier rôle principal au cinéma dans le rôle de Leo et le modèle américano-japonais Jun Hasegawa (en) apparaît pour la première fois à l'écran dans le rôle de Maria.

## Synopsis
Leo (Masaki Okada) et sa petite amie Kaoru (Yū Aoi) arrivent du Japon dans la ville de Honokaa, dans le nord d'Hawaï, pour admirer un rare spectacle naturel : l'arc-en-ciel lunaire. Après leur rupture, Leo décide de rester dans la région pour s'installer dans un petit cinéma exploité par Edeli (Keiko Matsuzaka ) et travailler pour le projectionniste Buzz (Chaz Mann). Leo rencontre par hasard l'étrange belle-mère Bee (Chieko Baishō) et accepte son invitation pour aller manger chez elle tous les jours. Peu de temps après, Leo rencontre la charmante et élégante Maria (Jun Hasegawa (en)). Dans cette vie de petite ville en apparence simple et tranquille, Leo fait l'expérience d'un souvenir de vie inoubliable.

## Fiche technique
- Titre : Honokaa Boy
- Titre original : ホノカアボーイ (Honokaa bōi?)
- Réalisateur : Atsushi Sanada (ja)
- Scénario : Takuma Takasaki, d'après un roman de Leo Yoshida
- Photographie : Orie Ichihashi
- Montage : Mototaka Kusakabe (ja)
- Société de distribution : Tōhō
- Pays d'origine :  Japon
- Langue originale : japonais
- Format : couleur - 1,85:1 - 35 mm - Dolby Digital
- Genres : drame ; romance
- Durée : 111 minutes[1]
- Date de sortie :
  - Japon : 14 mars 2009[1]

## Distribution
- Masaki Okada : Leo
- Chieko Baishō : Bee
- Jun Hasegawa (en) : Maria
- Keiko Matsuzaka : Edeli
- Chaz Mann : Buzz
- Koishi Kimi (ja) : Koichi
- Tom Suzuki : James
- Yū Aoi : Kaoru
- Eri Fukatsu : Chako
- Kimiko Okishi : la femme de Koichi
- Reo Yoshida : Tom
- Terue Shōji : Mizue
- Matsuo Satoshi : médecin
- Katsuyuki Yoshida : Ken
- John Ehrenberg : petit garçon jouant du piano
- Rika Furukawa, Yuri Kobayashi, Mana Okada : touristes

## Récompenses
Sauf indication contraire, les informations mentionnées dans cette section peuvent être confirmées par la base de données cinématographiques IMDb,  présente dans la section « Liens externes ».
- 2009 : Nikkan Sports Film Award du meilleur nouveau talent pour Masaki Okada
- 2010 : prix de la révélation de l'année pour Masaki Okada aux Japan Academy Prize[2]
- 2010 : prix Blue Ribbon du meilleur nouveau talent pour Masaki Okada
- 2010 : prix du meilleur nouveau talent pour Masaki Okada au festival du film de Yokohama